# Yuka Imai
Yuka Imai (今井 由香?, Imai Yuka; Atami, 19 settembre 1970) è una doppiatrice giapponese, in precedenza rappresentata da Gekidan Moonlight.. È principalmente nota come voce dei personaggi di Scarlet O'Hara in Wedding Peach, di Wakaba Shinohara in Utena la fillette révolutionnaire e di Otaru Mamiya in Saber Marionette. Si è ritirata dal doppiaggio nel 2018.

## Ruoli interpretati

### Anime
- Banner of the Stars (Jinto)
- Boys Be (Shoko Sayama)
- Burn-Up Excess (Rio Kinezono)
- Burn-Up W (Rio Kinezono)
- Crest of the Stars (Jinto)
- Digimon Tamers (Renamon, Alice McCoy, Seiko Hata, Rumiko Makino)
- Dokidoki! Pretty Cure (Ai; Principessa Marie Ange)
- Duel Masters (Rekuta Kadoko)
- El Hazard (Kalia)
- Excel Saga (Misaki Matsuya)
- Final Fantasy: Unlimited (Yu Hayakawa)
- Fresh Pretty Cure! (Regina del Regno Mekurumeku)
- Fruits Basket (Arisa Uotani, Akito Sohma)
- Let's & Go - Sulle ali di un turbo (Kai Okita)
- Zatch Bell! (Shiori)
- Maze (Ranchiki)
- Mon Colle Knights (Guko)
- Mushishi (Nagi (ep.6))
- Now and Then, Here and There (Nabuca)
- Oh, mia dea! (Chihiro Fujimi)
- Ojamajo Doremi (Signorina Yuki / Regina del Mondo delle Streghe)
- One Piece (Tobio)
- Peacemaker Kurogane (Suzu Kitamura)
- Pretty Cure Splash☆Star (Kaoru Kiryū (ep. 14-19))
- Puni Puni Poemy (Futaba Aasu)
- Utena la fillette révolutionnaire (Wakaba Shinohara)
- Saber Marionette (Otaru Mamiya)
- Suite Pretty Cure♪ (Misora Minamino)
- To Heart (Yoshie Sakashita)
- Uta no Prince-sama (Tomochika Shibuya)
- Wedding Peach (Scarlet O'Hara/Angel Salvia)

### Videogiochi
- Cross Edge (Lilith)
- Demonbane (Claudius)
- Final Fantasy XII (Larsa Ferrinas Solidor)
- Galerians  (Rita)
- Gitaroo Man (U-1)
- Growlanser II: The Sense of Justice (Wein Cruz)
- Kazoku Keikaku (Jun Ogawara, Kei Hisami) - credited as Junko Sugisawa
- Magna Carta: Tears of Blood (Roxy Midka)
- Mega Man Zero (Fairy Leviathan)
- Mega Man Zero 2 (Fairy Leviathan, Rouge)
- Mega Man Zero 3 (Fairy Leviathan, Rouge)
- Mega Man Zero 4 (Rouge)
- Mega Man ZX (Modello L, Tulip, Leonardo)
- Namco × Capcom (Rutee Katrea, Lilith)
- Robot Alchemic Drive (Ellen Bulnose)
- Shadow Hearts: Covenant (Princess Anastasia Romanov)
- Tales of Destiny (Rutee Katrea)